# Vitesse terminale
La vitesse terminale, ou vitesse de chute stabilisée, d'un objet est la vitesse qu'il atteint lorsque la résistance du fluide dans lequel il se meut (l'atmosphère par exemple) compense son poids alors qu'il est en chute libre (on devrait dire chute aérienne)[réf. souhaitée]. Son accélération étant alors nulle, sa vitesse ne varie plus, d'où le nom de « vitesse terminale » . Cette vitesse n'est théoriquement jamais atteinte, mais peut être considérée, par approximation, comme atteinte après une durée de chute qui dépend notamment du fluide, de la forme plus ou moins aérodynamique de l'objet et de son poids.
Par exemple, pour un corps humain, la vitesse terminale dans l'atmosphère est atteinte après une chute libre de 500 mètres. Ce chiffre varie cependant beaucoup selon la stature et la position. La vitesse va d’environ 180 km/h pour un adulte de constitution moyenne stable à plat jusqu’à plus de 300 km/h pour un chuteur arrivant à tenir une position stable tête en bas. Elle est plus faible pour un enfant ; plus élevée pour un chuteur roulé en boule.

## Expression
Au cours d'une chute libre à travers l'atmosphère, la vitesse terminale est obtenue (au bout d'un certain temps) lorsque la force de  résistance de l'air égale le poids, à savoir :
{\displaystyle m\ {\vec {g}}={\frac {1}{2}}\,\rho \ {\vec {v}}_{\mathrm {max} }^{2}\,AC_{\mathrm {x} }}
L'égalité ci-dessus est valide lorsque la résistance de l'air est principalement inertielle (c.-à-d. lorsque le nombre de Reynolds de l'écoulement de l'air autour du chuteur est supérieur à disons {\displaystyle 1000}, ce qui est le cas dans la plupart des chutes aériennes qui nous intéressent dans la vie courante.
On peut extraire de cette égalité la vitesse terminale :
{\displaystyle {\vec {v}}_{\mathrm {t} }={\vec {v}}_{\mathrm {max} }={\sqrt {\frac {2mg}{\textstyle \rho \ AC_{\mathrm {x} }}}}{\vec {e}}_{g}} 

avec :
{\displaystyle \!\ m}, la masse de l'objet en chute ;
{\displaystyle g}, la magnitude de l'accélération normale de la pesanteur terrestre ;
{\displaystyle {\vec {e}}_{g}}, le vecteur unitaire de l'accélération normale de la pesanteur terrestre ;
{\displaystyle \!\ C_{\mathrm {x} }}, le coefficient de traînée en référence, par exemple, à la surface frontale de l'objet ;
{\displaystyle \!\ \rho }, la masse volumique du milieu à travers lequel se déplace l'objet (ici {\displaystyle 1,225kg/m^{3}} pour l'air près du niveau de la mer) ;
{\displaystyle \!\ A}, la surface prise pour référence pour le {\displaystyle \!\ C_{\mathrm {x} }} (par exemple la surface frontale).